# Insurrección nacional eslovaca
La Insurrección nacional eslovaca (en eslovaco: Slovenské národné povstanie, abreviado SNP) o Levantamiento de 1944 fue una insurrección armada organizada por el movimiento de resistencia eslovaco durante la Segunda Guerra Mundial en contra del Gobierno eslovaco aliado al Tercer Reich. El levantamiento resultó un fracaso y los alemanes consiguieron sofocarlo tras dos meses de dura lucha, pero la guerrilla continuó combatiendo a las fuerzas de ocupación hasta la llegada del Ejército Rojo a Eslovaquia en 1945.
El hostigamiento partisano a las fuerzas alemanas y la situación en Europa oriental precipitaron el alzamiento ante la llegada de unidades alemanas a territorio eslovaco a finales agosto. El papel principal en el alzamiento no lo tuvieron, sin embargo, las unidades partisanas, sino las del Ejército regular eslovaco que se rebelaron contra el Gobierno de Jozef Tiso. Comenzó el 29 de agosto de 1944 en la localidad de Banská Bystrica con el objetivo de expulsar del poder al Gobierno colaboracionista de Tiso, establecer una zona gobernada por los insurrectos y favorecer el avance del Ejército Rojo a través de los Cárpatos.
Las primeras operaciones, no obstante, fueron favorables a los alemanes; nuevas unidades creadas a toda prisa para aplastar el levantamiento tomaron el control del este y el oeste del país y desarmaron a las mejores unidades eslovacas, cercando a los rebeldes en el centro montañoso del país. Las siguientes semanas, las fuerzas alemanas no lograron aplastar como esperaban la rebelión y solo lograron algunos avances territoriales frente a los rebeldes. Estos, sin embargo, no pudieron contar con la ayuda soviética necesaria para sostener la insurrección ya que las unidades soviéticas fueron incapaces de quebrantar las defensas alemanas en los Cárpatos. El envío de armamento, abastos y hombres por aire no fue suficiente para rechazar la contraofensiva alemana.
Alemania tuvo que enviar 40 000 soldados, abundante artillería, tanques y aviación para enfrentarse a la dura resistencia eslovaca. En octubre, un gran número de unidades alemanas penetró en el país y, tras dos meses de cruentos combates, lograron aplastar la rebelión, sofocada a finales de octubre. Las unidades empleadas por los alemanes, sin embargo, eran unidades que no se hallaban entonces en el frente, y esto hizo que el levantamiento no debilitase el frente oriental significativamente. Los restos de las fuerzas partisanas y regulares eslovacas adoptaron tácticas guerrilleras hasta la posterior llegada de las fuerzas soviéticas. Los combates costaron alrededor de 10 000  vidas a cada bando. La población civil sufrió la dura represión de las fuerzas alemanas enviadas a retomar el control del país. El Gobierno filogermano perdió toda autonomía frente a Berlín y el país quedó bajo ocupación militar alemana.
Tras la guerra, distintas fuerzas políticas trataron de arrogarse en exclusiva el mérito del levantamiento, convertido en un episodio histórico muy controvertido. El régimen comunista checoslovaco lo presentó como un acontecimiento iniciado y protagonizado exclusivamente por las fuerzas comunistas. La oposición anticomunista acusó a estos de sabotear el alzamiento para eliminarla del poder y entregar el control del país a los soviéticos. Algunos nacionalistas eslovacos, por otra parte, afirmaron que el levantamiento fue una «conspiración contra la nación eslovaca» pues uno de sus principales objetivos era restablecer Checoslovaquia, en la que los eslovacos habían estado políticamente dominados por los checos durante el periodo de entreguerras.

## Antecedentes

### Surgimiento del Consejo Nacional Eslovaco

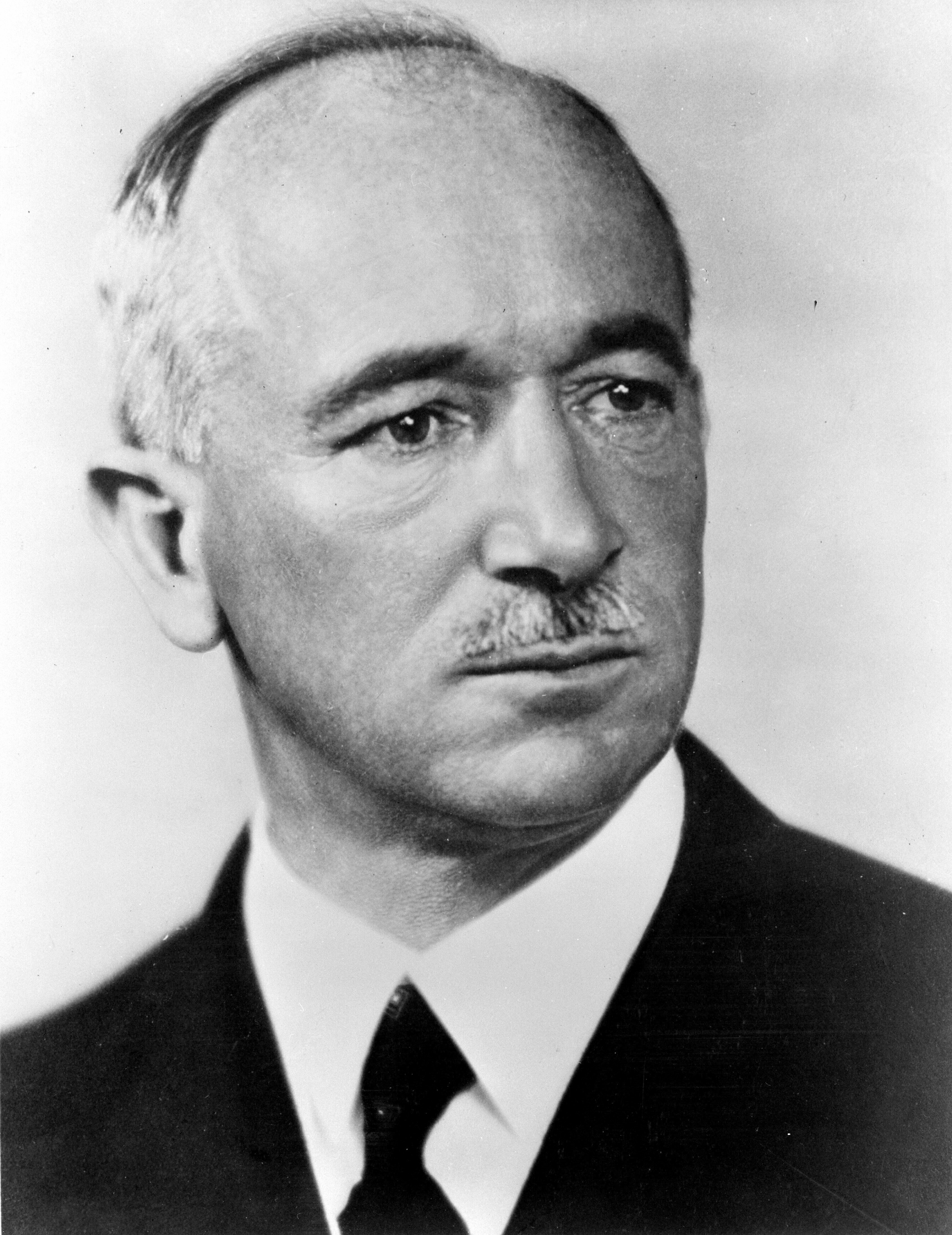
Edvard Beneš, presidente del Gobierno checoslovaco en el exilio, participó en la organización del levantamiento y mantuvo continuos roces con Moscú por su control.

Edvard Beneš, presidente del Gobierno checoslovaco en el exilio en Londres, había iniciado los preparativos para la posible rebelión en 1943, cuando mantuvo los primeros contactos con los elementos disidentes del Ejército eslovaco. En noviembre y diciembre de 1943, varios grupos que participaron más tarde en el levantamiento de 1944 —el Gobierno en el exilio, los demócratas y comunistas checoslovacos y el parte del Ejército eslovaco— formaron el clandestino Consejo Nacional Eslovaco (CNE) y firmaron el llamado «acuerdo de Navidad», una declaración conjunta que reconocía la autoridad política de Beneš y aceptaba la resurrección de una Checoslovaquia democrática y prosoviética después de la guerra. El consejo, que debía coordinar la oposición a Alemania y sus partidarios en Eslovaquia, tratar de obtener el control de la región y mantener contactos con el Gobierno checoslovaco en el exilio, fue responsable de preparar la sublevación. El CNE, compuesto por representantes de diversos partidos, se mostró dividido pronto entre comunistas y socialistas por un lado y los representantes del resto de partidos, por otro. El objetivo del alzamiento era facilitar el avance soviético mediante el debilitamiento de la retaguardia alemana. El CNE esperaba contar con el grueso del Ejército, con numerosos oficiales y soldados desafectos al régimen de Tiso, como núcleo de un levantamiento que abarcase a toda la sociedad eslovaca. Al mismo tiempo pero de forma separada, el ministro de Defensa eslovaco, general Ferdinand Čatloš estudiaba cambiar de bando con el grueso de las tropas cuando considerase el momento propicio. Los intentos de Čatloš de coordinar sus planes con el CNE y los soviéticos, sin embargo, fracasaron, en parte por la antigua cercanía del general a Tiso.

### Planes de alzamiento
A finales de marzo de 1944, el teniente coronel del Ejército eslovaco Ján Golian se hizo cargo de los preparativos de insurrección, en coordinación con el Gobierno exiliado, los soviéticos y los comunistas checoslovacos. Golian era jefe del Estado mayor del mando militar de Banská Bystrica, en el centro del país. Su cargo, provisional al comienzo, se confirmó como permanente el 14 de mayo. Los conspiradores almacenaron dinero, municiones y otros suministros en las bases militares cercanas a Banská Bystrica, probablemente con la aquiescencia de Čatloš, y bajo el pretexto de protegerlos de los bombardeos. Golian formó además un mando para dirigir el alzamiento. Este debía producirse en caso de amenaza de ocupación alemana o cuando conviniese por los avances de los soviéticos. El desembarco de Normandía el 6 de junio y el comienzo de una nueva ofensiva soviética el 22, convencieron al CNE de la proximidad de ese momento.
Las dos divisiones mejor equipadas del Ejército eslovaco junto con toda la Fuerza Aérea eslovaca del este fueron deliberadamente trasladadas a Prešov en el noreste de Eslovaquia en el verano de 1944 con el objetivo de facilitar a los soviéticos el cruce de los Cárpatos. Al tiempo que estas fuerzas facilitaban la entrada en la zona de los soviéticos, el resto de unidades debía repeler el esperado contraataque alemán en el centro montañoso del país, en un triángulo formado por las localidades de Banská Bystrica, Zvolen y Brezno.
Los conspiradores contaban con la cooperación de algunos destacados oficiales eslovacos, que se encargaron de facilitar los preparativos de la insurrección. Se destinó a los oficiales filogermanos a puestos en los que no pudiesen estorbar la operación y se ordenó el envío de material y a la mayoría de las unidades especializadas a ciertas guarniciones donde debía concentrarse el alzamiento. Las unidades de la gendarmería recibieron instrucciones de unirse a las unidades militares rebeldes o a los partisanos en caso de ocupación alemana.

### Planes soviéticos
A finales de julio y por sugerencia del mariscal Iván Kónev, se formó el nuevo 4.º Frente Ucraniano con órdenes de trazar un plan para tomar los puertos de los Cárpatos orientales y avanzar hacia Mukachevo y Úzhgorod en dirección a la llanura húngara. El plan, presentando al Stavka, recibió el beneplácito de este a finales de agosto. El cambio de bando de Rumanía, sin embargo, llevó al alto mando soviético a paralizar los planes ofensivos del 4.º Frente Ucraniano.
El interés soviético en el levantamiento residía en la posibilidad de utilizarlo para quebrar las defensas de montaña de la línea Arpad. Tras capturar Cracovia, los soviéticos virarían hacia el sur y penetrarían en Rutenia y más tarde en Eslovaquia gracias a la captura por parte de las dos divisiones eslovacas de los puertos de montaña de la región. Mientras, los eslovacos contendrían a los alemanes hasta recibir el socorro soviético en la línea Banská Bystrica-Zvolen-Ružomberok, con la ayuda de la  2.ª Brigada Paracaidista checoslovaca que los soviéticos transportarían a la zona. Con la estabilización del frente a comienzos de agosto, sin embargo, los soviéticos perdieron interés en un alzamiento inmediato.
La coordinación entre el Gobierno checoslovaco en Londres, los conspiradores eslovacos y el alto mando soviético era, además, deficiente. El Gobierno había rechazado el plan original de Golian, remitido a Londres a comienzos de agosto, que otorgaba un papel fundamental a las fuerzas soviéticas y, en opinión del Gobierno, uno demasiado secundario a las fuerzas eslovacas. Además, los contactos entre el representante militar checoslovaco en Moscú y el mando soviético fueron esporádicos y no aclararon el papel de cada parte en las futuras operaciones en Eslovaquia. Moscú veía con malos ojos el nacionalismo eslovaco —presente incluso en algunos de los comunistas de la región— y sospechaba que el interés del Gobierno checoslovaco en desencadenar un alzamiento justo antes de la llegada de las tropas soviéticas no era ayudar a estas, sino recuperar el control político del territorio y restaurar un Gobierno burgués, hostil a la URSS.

### Actividades de los partisanos y cambio de bando de Rumanía

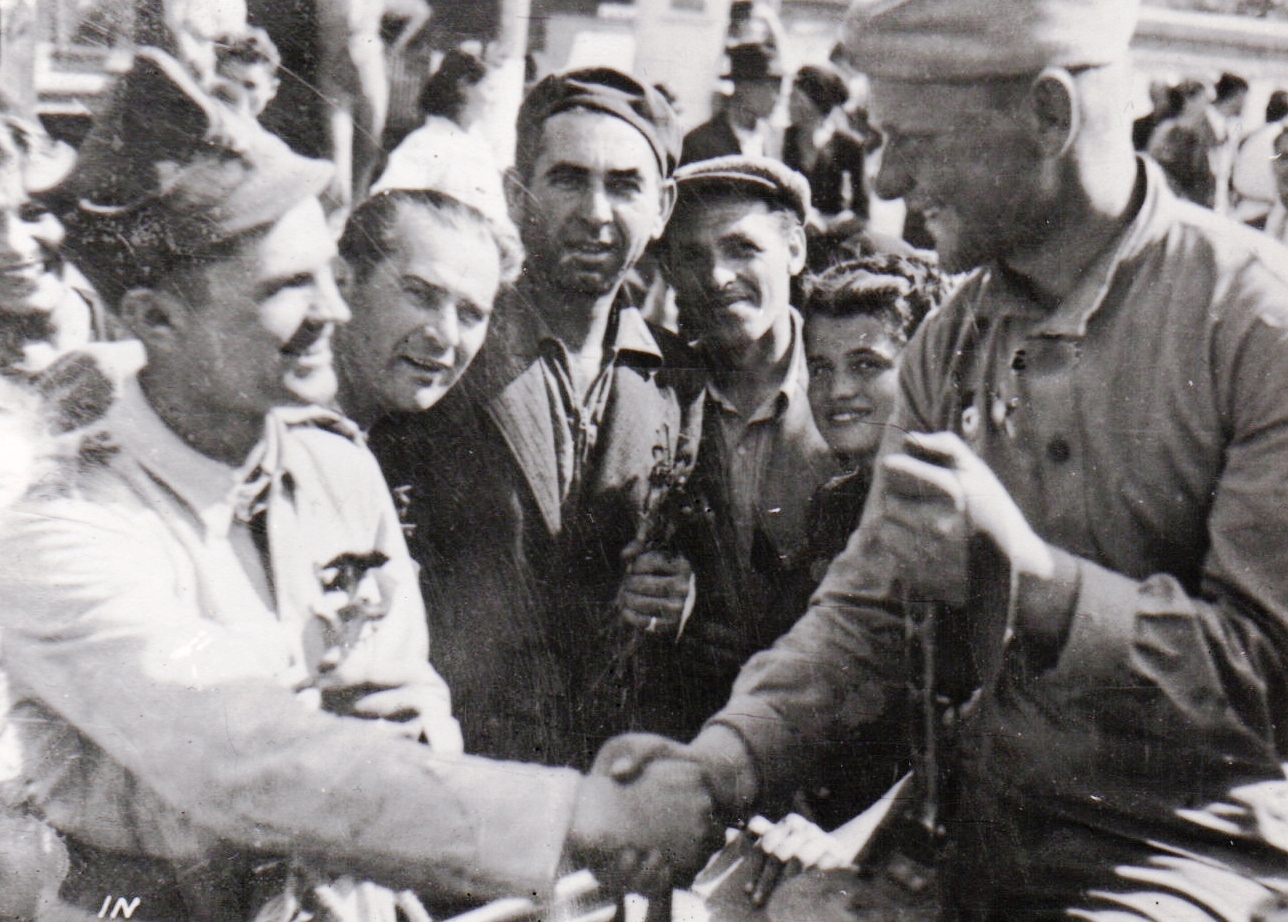
Entrada de tropas soviéticas en Bucarest el 30 de agosto de 1944. El país cambio de bando mediante un golpe de Estado organizado por los principales partidos políticos rumanos y respaldado por el rey Miguel que apartó del poder al germanófilo mariscal Ion Antonescu. El acontecimiento facilitó el avance de las fuerzas soviéticas.

El número de partisanos, minúsculo a finales de 1943 y aún muy reducido a finales de junio de 1944 —233 guerrilleros—, fue creciendo a lo largo del verano gracias a la intervención soviética. Con la llegada del Ejército soviético a las antiguas fronteras checoslovacas, el Partido Comunista de Checoslovaquia solicitó la ayuda soviética para aumentar las formaciones partisanas. El mando partisano ucraniano puso en marcha un programa de adiestramiento de guerrilleros, a la vez que aumentaba el tamaño de las unidades regulares formadas en la URSS, en ellas la 2.ª Brigada Paracaidista y el I Cuerpo de Ejército checoslovaco. Kiev envió varias unidades mixtas ucrano-eslovacas a la zona entre finales de junio y finales de agosto. Estas fuerzas sirvieron de cuadros para las unidades guerrilleras, que crecieron exponencialmente durante estos meses. Hacia finales de agosto, había unos 1320 partisanos en Eslovaquia.
Demócratas y comunistas discrepaban en el papel de los partisanos: para los primeros, debían servir a la liberación del país y quedar subordinados al mando clandestino formado por Golian; para los segundos, debían favorecer la revolución social y la toma del poder por el partido. En mayo el dirigente comunista checoslovaco Klement Gottwald firmó un acuerdo con el secretario general del partido comunista soviético en Ucrania, Nikita Jrushchov, por el que subordinaba a las unidades partisanas eslovacas al mando soviético en Kiev. Los primeros mandos soviéticos llegaron por paracaídas el 25 de julio. Estos solicitaron armas al mando eslovaco, que pidió a cambio que esperasen al alzamiento para utilizarlas, condición que los soviéticos solo aceptaron hasta el 20 de agosto. Mientras, las actividades de otras unidades partisanas llevaron al Gobierno eslovaco a proclamar la ley marcial el 12 de agosto y a comenzar la búsqueda de unidades partisanas en los Montes Tatras. Gracias a la connivencia de algunos miembros de las fuerzas de seguridad, estas unidades pudieron retirarse sin encontrarse con las del Gobierno. Las operaciones antiguerrilleras se llevaron a cabo con el fin principal de calmar las sospechas alemanas.
Las actividades cada vez mayores de los partisanos eslovacos, en parte dirigidos por mandos soviéticos, complicaban los planes de levantamiento, ya que podían provocar la ocupación del país por los alemanes. A finales de agosto y sin informar al CNE, habían comenzado una amplia campaña de sabotaje de vías de comunicación, ataques a la policía y amenazas a los partidarios del Gobierno eslovaco en el centro, norte y este del país que preocupó al CNE por las posibles represalias alemanas, que podían poner en peligro los preparativos de levantamiento. Para entonces algunos soldados habían comenzado a pasarse a las unidades partisanas por la aparente pasividad de las unidades regulares.
Los conspiradores tampoco lograron que ni los soviéticos ni los Aliados occidentales se comprometiesen a ayudar en la rebelión. Los primeros rechazaron la petición de los enviados checoslovacos llegados a Ucrania el 4 de agosto, mientras que los segundos se mostraron reacios a actuar en una zona que creían correspondía a los soviéticos. Estos permitieron a los delegados checoslovacos regresar a su país el 5 de septiembre, pero sin haber prometido ayuda alguna para la liberación que el CNE esperaba equivocadamente para el otoño ni haber desvelado los planes militares soviéticos.
En esta tensa situación, se produjo el cambio de bando de Rumanía entre el 23 y el 25 de agosto, que causó agitación y nerviosismo en Eslovaquia. El 24, el representante alemán en Bratislava solicitaba tropas a Berlín, con el acuerdo de Tiso. El mismo día, en un informe a Londres, Golian auguraba la llegada de formaciones alemanas para el 27 y solicitaba dos brigadas de paracaidistas y apoyo aéreo. Entre el 25 y el 27, varias guarniciones eslovacas se unieron a las fuerzas partisanas. El 27 de agosto de 1944, un grupo de partisanos comunistas bajo mando soviético capturó a los veintiocho miembros de una misión militar alemana que regresaban a Alemania desde Rumania en Martin y los fusiló al día siguiente. Este incidente precipitó el envío de unidades alemanas al país al día siguiente para acabar con las acciones de los partisanos. El representante alemán en Bratislava anunció a Tiso la ocupación del país para el día siguiente, 29 de agosto. La entrada de formaciones alemanas aceleró el levantamiento, que hubo de comenzar prematuramente.

### Situación internacional
El 8 de abril, fuerzas del Primer Frente Ucraniano alcanzaron las fronteras de la antigua Checoslovaquia; tres semanas más tarde, Stalin prometió que las fuerzas soviéticas pronto entrarían en territorio checoslovaco y acabarían con la ocupación. El servicio en checoslovaco de Radio Moscú animó a la población a formar comités nacionales, tanto para ayudar en la lucha contra los ocupantes como para gestionar los territorios que se fuesen liberando de las fuerzas del Eje. Estos comités habían sido aprobados tanto por los comunistas checoslovacos como por el Gobierno en el exilio.
La situación internacional parecía favorecer el cambio de bando de Eslovaquia: el 24 de agosto, tras un golpe de Estado contra el Gobierno germanófilo el día anterior, Rumanía había abandonado a Alemania, cambiado de bando y facilitado el acceso del Ejército soviético a los Balcanes. Esto facilitó la resistencia contra Alemania en toda la Europa oriental. En Varsovia, la resistencia se había alzado el 1 de agosto, justo cuando el avance soviético, que había llegado al Vístula, se detenía en esa zona del frente para pasar a la ofensiva en el Báltico y en los Balcanes. Por otro lado, los intentos de los Aliados occidentales de penetrar en Alemania desde Francia habían sido infructuosos y los soviéticos tenían dificultades en su ofensiva hacia Varsovia. Los soviéticos además planeaban alcanzar la llanura del Danubio medio no a través de los Cárpatos, sino desde el sur, avanzando desde Rumanía río arriba, cambio de estrategia que desconocían los eslovacos, y que relegaba la liberación de Eslovaquia hasta el final de la guerra.

### Planes alemanes
Ante el avance de los ejércitos soviéticos y la creciente impopularidad del régimen filofascista de monseñor Jozef Tiso, los alemanes y el Gobierno eslovaco sopesaron la posibilidad de una ocupación completa del país. Los alemanes ya habían contemplado esta posibilidad desde finales de 1943, cuando los reveses militares hicieron que Eslovaquia comenzase a mostrarse titubeante en su apoyo a Berlín. En la primavera de 1944, al tiempo que Alemania ocupaba Hungría, el Gobierno alemán volvió a estudiar la posibilidad de ocupar también Eslovaquia, pero la desechó finalmente.
Con el avance soviético del verano, los alemanes dividieron al país en dos zonas, la más cercana al frente bajo el control de las fuerzas alemanas en retirada. El control alemán sobre las fuerzas eslovacas en las dos zonas era, sin embargo, escaso y el traspaso de la minoría alemana del Ejército eslovaco a las unidades de las SS disminuyó la información sobre la situación en las fuerzas armadas eslovacas.
Tras el cambio de bando rumano, el 24 de agosto el mando del Grupo de Ejércitos Ucrania Norte preparó dos planes alternativos para prevenir la posible rebelión de las dos divisiones eslovacas en los Cárpatos, que formaban parte del nuevo Ejército Oriental eslovaco. El 25 y 26 se sucedieron los incidentes en los alrededores de Brezno, lo que llevó a los alemanes a acelerar sus preparativos de intervención. Al día siguiente, los incidentes se fueron extendiendo por otras zonas de Eslovaquia, ante la pasividad general del Ejército y de la Guardia de Hlinka. La noche del 28, y tras el anuncio a Tiso a primera hora de la tarde de la decisión alemana de enviar unidades a Eslovaquia para acabar con las actividades de los partisanos, se pusieron en alerta las unidades destinadas a neutralizar al Ejército Oriental eslovaco.

## Evolución del levantamiento

### Comienzo del levantamiento

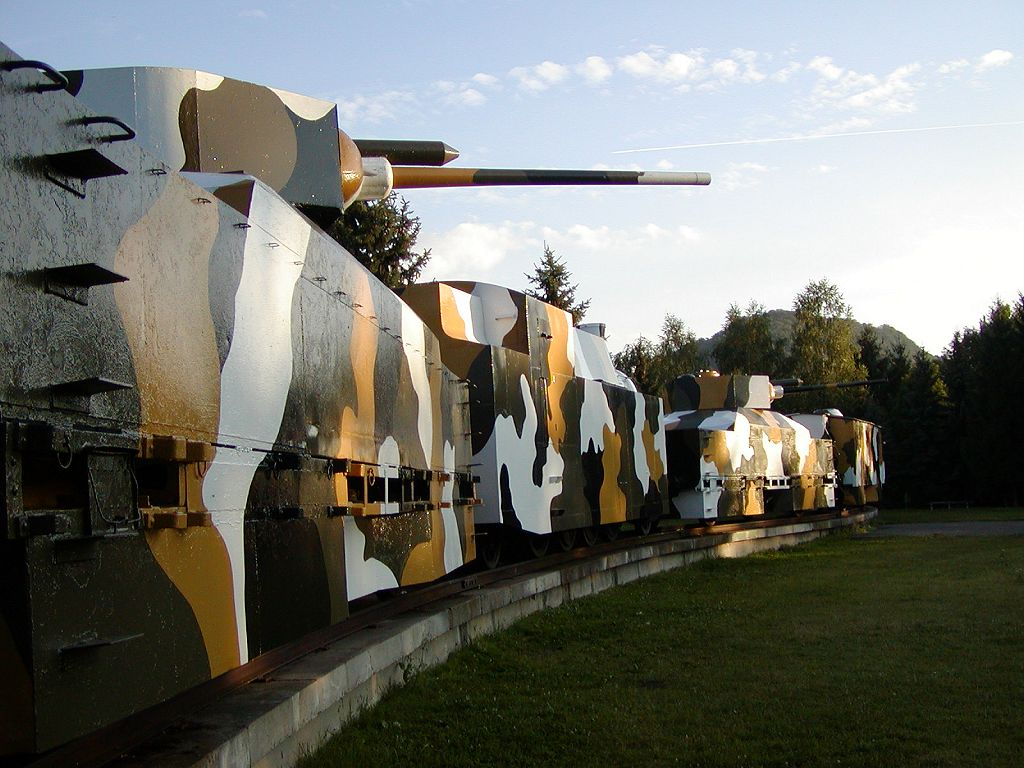
El tren blindado Hurban, que participó en el alzamiento. Los rebeldes lograron fabricar tres de ellos con tanques averiados, aunque su principal efecto fue el de aumentar la moral de las tropas más que causar graves daños a las unidades enemigas.

Ante el inminente riesgo de ocupación y con el fin de facilitar el avance soviético a través de los Cárpatos, el Consejo Nacional Eslovaco (SNR) lanzó una insurrección el 29 de agosto de 1944, en Banská Bystrica. A las 19:15 del 29 de agosto, el ministro de Defensa de Eslovaquia, general Ferdinand Čatloš, anunció en la radio estatal que Alemania ocupaba Eslovaquia y ordenaba a las fuerzas armadas eslovacas que no ofreciesen resistencia. Un cuarto de hora más tarde, Golian envió el mensaje cifrado a todas las guarniciones para empezar el alzamiento y oponerse a la invasión alemana. El levantamiento eslovaco contó con el apoyo de unidades enteras del Ejército, que se pasaron a los insurgentes. Fundamentalmente, las unidades que se unieron al alzamiento se concentraban en el centro del país. Solo algunas unidades dispersas decidieron no unirse a la rebelión, generalmente en zonas donde se hallaban amenazadas directamente por formaciones militares alemanas.
Parte de la población acudió al llamamiento de alistamiento del CNE y algunos extranjeros que se hallaban en la región también se unieron a los alzados. El apoyo Aliado, sin embargo, fue escaso: apenas una brigada checoslovaca trasladada desde Rusia en los momentos finales del alzamiento y exiguos pertrechos y medicinas traídas desde Italia.
Las perspectivas de éxito del levantamiento fueron escasas desde el principio. El mando de Golian había calculado que el mejor momento para llevarlo a cabo hubiese sido cuando los soviéticos hubiesen alcanzado Cracovia y Miskolc, localidades que capturaron finalmente en enero de 1945 y diciembre de 1944, respectivamente, meses después del comienzo del levantamiento en Eslovaquia. Los soviéticos, al pie de los Cárpatos, aún no habían logrado atravesar esta cadena montañosa en ningún punto y el resto de Aliados se hallaba aún lejos de Eslovaquia. Los conspiradores no se hallaban preparados cuando las actividades de los partisanos precipitaron la rebelión.
Uno de los primeros y más graves reveses para los rebeldes fue la pérdida de las dos divisiones —casi 24 000 hombres— acantonadas en el este del país durante los primeros días del alzamiento. Su comandante, el general August Malár, decidió ignorar el llamamiento de Golian del 29 de agosto y, en vez de rebelarse con sus unidades, voló a la capital al día siguiente para aclarar la situación y hacer un llamamiento por radio al Ejército para que no actuase «prematuramente». Malár aseguró además que las unidades alemanas que estaban entrando en el país no atacarían a las eslovacas. Estas declaraciones hicieron que los alemanes lo detuviesen y más tarde lo ejecutasen. Mientras Malár se hallaba en la capital, su lugarteniente, el teniente coronel Viliam Talský, parte de los conjurados, convocó una reunión de los mandos en la que se decidió recabar la inmediata ayuda de los soviéticos y preparar a las unidades para un ataque a la retaguardia alemana que defendía Krosno el 2 de septiembre. No se aprobaron medidas para posibles ataques alemanes ni se contó con la imposibilidad de que el mariscal Koniev actuase de manera inmediata en respuesta a la petición eslovaca. Por su parte, los comandantes de las dos divisiones eslovacas acataron el llamamiento radiofónico de Malár y paralizaron la actividad de sus unidades, lo que desbarató el plan inicial de la reunión anterior. A las 5:30 a. m. del 31 de agosto y sin informar al resto del mando del Ejército Oriental, Talský decidió cruzar el frente para recibir instrucciones de los soviéticos, insatisfecho con la situación pero dejando al tiempo al Ejército Oriental sin mando efectivo. La misma mañana, el Grupo Aéreo perteneciente al Ejército Oriental —veintiséis aparatos con ochenta y un hombres— abandonó la zona y voló a Lvov, ignorando que se había producido un alzamiento en la zona central del país.
La mayor parte de las dos divisiones, carentes ya de mando efectivo, quedó rodeada por los alemanes el 31 de agosto, que la desarmaron; unos 2000 hombres, sin embargo, decidieron enfrentarse a los alemanes, rompieron el cerco y alcanzaron las posiciones rebeldes en el centro del país. La pérdida de estas unidades supuso además que los rebeldes perdiesen la artillería y el armamento pesado, lo que aumentó su dependencia de la ayuda exterior.
El 31 de agosto, el ejército rebelde al mando de Golian tomó el nombre oficial de «1.er Ejército Checoslovaco en Eslovaquia». Se dividió en dos áreas de defensa, una occidental y otra oriental, sostenidas fundamentalmente por las dos divisiones del Ejército disponibles en la zona rebelde. El 1 de septiembre, el CNE se proclamó públicamente máxima autoridad de la resistencia eslovaca —sin haberlo acordado con el Gobierno en el exilio—, proclamó la resurrección del Estado checoslovaco y asumió la autoridad gubernamental en la región en nombre del Gobierno exiliado. El 5 de septiembre, el mando checoslovaco en Londres ascendió a Golian a coronel para reforzar su autoridad. El CNE, por su parte, lo ascendió a general de brigada el mismo día 5. Este mismo día, se ordenó la movilización en la zona rebelde de los hombres menores de 35 años y la incautación de vehículos y caballos para uso militar. La orden la dieron separadamente tanto Golian como el CNE, síntoma de las desavenencias entre las distintas autoridades que participaban en la rebelión. La leva aumentó las fuerzas rebeldes en unos 25 000-29 000 hombres. Aunque Golian contaba con armamento suficiente para armar a los nuevos reclutas, este era en general anticuado, y no incluía armas antitanque.

### Primera reacción alemana: cerco de la rebelión

#### Control de la capital
Por su parte, Tiso seguía controlando la capital y gracias a esto los alemanes contaban con una buena situación estratégica para lanzar una contraofensiva contra los insurgentes, que pronto se mostraron divididos en la estrategia a seguir. En la capital se hallaban unos 8000 soldados eslovacos, pero no eran tropas de combate y las rápidas medidas alemanas para asegurar la ciudad impidieron cualquier apoyo al alzamiento y permitieron el desarme de la guarnición entre el 30 de agosto y el 1 de septiembre. Lograron desarmar sin combatir a las guarniciones eslovacas del oeste del país.

#### Control de la zona occidental y meridional
El 29 de agosto, dos kampfgruppe (el Von Ohlen y el Von Junck) habían entrado en territorio eslovaco desde Silesia y desde Austria, para hacerse con el control del valle del Váh, mediante la toma de Žilina y Martin y para controlar el principal ferrocarril que conectaba el oeste con el este de Eslovaquia. En el suroeste, los alemanes crearon a toda prisa una nueva unidad, el kampfgruppe Schill, que se hizo con el control del suroeste del país. A Nitra, donde el oficial al mando seguía fiel al presidente eslovaco y evitó la rebelión de la guarnición, las fuerzas alemanas llegaron el 1 de septiembre. A pesar de no haberse rebelado, los 2000 hombres de la guarnición fueron desarmados por los alemanas. El avance del kampfgruppe Schill, que continuó a lo largo del valle, se detuvo en Topolocany, donde chocó con unidades rebeldes.
Entre el 2 y el 5 de septiembre, nuevas unidades traídas de Austria desarmaron a las guarniciones del valle del Váh, con lo que Berlín logró recuperar el control del valle y del ferrocarril que lo recorría. En el noroeste, los rebeldes abandonaron Žilina al kampfgruppe von Ohlen, pero resistieron en Martin.
En el noreste, se formó el kampfgruppe Schäfer en Nowy Targ (parte del Gobierno General polaco) para tomar Kežmarok, Poprad, enlazar con la División Panzer Tatra y asegurar el control de la principal línea férrea que unía el oeste y el este del país por el norte. La zona contaba con cierta cantidad de miembros de la minoría alemana que colaboraron en el avance del kampfgruppe Schäfer; en Poprad los partisanos desarmaron a los eslovaco-germanos, pero en Kežmarok estos lograron bloquear a la guarnición eslovaca hasta la llegada del kampfgruppe, que logró su rendición el 31 de agosto. Al día siguiente, la unidad entraba en Poprad, evacuada por los eslovacos. El 2 de septiembre, el kampfgruppe Schäfer tomó contacto con unidades del grupo de Rintelen que habían avanzado a lo largo del ferrocarril hacia el norte. Parte del Grupo Rintelen puso en fuga a algunas unidades eslovacas camino de Brezno, choque en el que los eslovacos perdieron precioso material que más tarde echaron en falta para armar a parte de los insurrectos. El 3 de septiembre, las fuerzas alemanas tomaron Telgárt.
En el norte, el kampfgruppe Volkmann —otra unidad temporal con el tamaño aproximado de un batallón— trató en vano de avanzar hacia el sur a lo largo del valle del Orava, maniobra que resultó imposible por lo escarpado del terreno y la resistencia de los partisanos, que lograron detener al kampfgruppe en Trstená.

#### Desarme del Ejército Oriental y control de la zona oriental
Con Malár en Bratislava, sus jefes de división habiendo acatado su orden de paralizar un posible alzamiento y Talský en territorio bajo control soviético, las dos divisiones del Ejército Oriental se encontraban desorientadas. Mientras, el 1.er Ejército Panzer había creado el kampfgruppe Mathias con elementos de diversas unidades y unos 1200-1300 hombres con el objetivo de arrebatar a los eslovacos el control del puerto de Dukla en un ataque desde el norte y desarmar a la 1.ª División de Infantería eslovaca. Este movimiento se coordinaría con otro del Koruck 531 que, desde Úzhgorod en el sur, atacaría a la 2.ª División de Infantería y al Regimiento Blindado eslovacos. Al mismo tiempo, otra unidad de 5000 hombres creada a toda prisa en Košice se preparaba para avanzar hacia el noreste y asaltar las posiciones de retaguardia del Ejército Oriental eslovaco, mal defendidas. El objetivo de esta unidad era el cuartel del Ejército Oriental en Prešov y diversas unidades menores acuarteladas en las cercanías. Alrededor de las 13:00 del 31 de agosto y gracias al uso de un tren blindado y diversos vehículos, el general de división Josef Rintelen, al mando de las tropas reunidas en Košice (el Grupo Rintelen), entró en Prešov y ocupó el cuartel general del Ejército Oriental y con él las comunicaciones de la unidad, lo que condujo a la descoordinación y parálisis de sus formaciones. Malár regresó a la localidad a media tarde y fue arrestado por los alemanes. Estas acciones permitieron a las unidades alemanas desarmar sin encontrar resistencia al grueso de las dos divisiones eslovacas. Los rebeldes perdieron la mayoría de los 46 000 hombres que formaban el Ejército Oriental y sus unidades anejas, los mejores y mejor equipados de todas las fuerzas armadas eslovacas. Solo algunos miles de hombres se unieron individualmente a los partisanos y otros 2000 lograron cruzar el cerco alemán y llegar al territorio bajo control rebelde en el centro del país.

### Situación a comienzos de septiembre

#### Situación de Tiso y los alemanes
A mediados de septiembre, los alemanes se habían hecho con el control de las zonas occidental y oriental; en el norte y oeste ocupaban los valles del Váh y del Hornád y en el sur, el estratégico ferrocarril Bohumín-Košice. Los alemanes habían logrado desarmar a las dos divisiones eslovacas en los Cárpatos en los primeros días del levantamiento. El resto de las fuerzas eslovacas era de calidad inferior. La descoordinación eslovaca y pasividad de algunos de sus altos oficiales habían conducido a la captura o dispersión de cerca de 44 000 hombres en el este y otros 12 000 en el oeste sin apenas daño para los alemanes; las fuerzas de Golian quedaron reducidas a unos 16 800 soldados de calidad menor a los capturados y unos 2000 partisanos mal armados, cercados en la parte central del país. La zona alzada se encontraba separada de las fueras soviéticas por un amplio territorio controlado firmemente por las unidades alemanas; el alzamiento había quedado restringido al centro del país.
Tiso, que consideraba el alzamiento como un intento de golpe de Estado comunista, había solicitado ayuda a Alemania. El contraataque alemán, bien planeado, había sido rápido y efectivo. Diversas unidades habían penetrado en territorio eslovaco desde Austria, Moravia, Silesia y Polonia. Al mismo tiempo, el presidente eslovaco había mostrado gran iniciativa para tratar de mantener la lealtad de algunas guarniciones del valle del Váh, al contrario que Čatloš, quien, aunque supuestamente decidido a llevar a cabo una insurrección, se mostró pasivo una vez que esta estalló. Tardíamente, tras el arresto de Malár por los alemanes y sin tropas, voló a territorio insurrecto el 2 de septiembre, donde se le detuvo antes de enviársele a territorio bajo control soviético el 14 de septiembre. Con la detención del general Jurech por los alemanes el 5 de septiembre, el Ejército eslovaco quedó privado de cualquier general capaz de dirigir las operaciones militares necesarias para sostener el alzamiento.
En el este, el Grupo de Ejércitos Ucrania Norte retiró a la mayoría de los efectivos destinados al aplastamiento de la rebelión una vez sofocada esta en la zona adyacente al frente y reforzó sus posiciones ante la previsión de un ataque soviético para socorrer a los rebeldes eslovacos. La única unidad que permaneció en la zona para enfrentarse a estos fue el kampfgruppe 68, parte del Grupo Rintelen, reforzada por voluntarios de la minoría alemana local reclutados por las SS, que recibió órdenes de mantenerse a la defensiva protegiendo Poprad y Telgárt.

#### Situación de los insurrectos
El tamaño del 1.er Ejército Checoslovaco creció rápidamente de los cerca de 16 000 soldados del Ejército de Reserva que se unieron a la rebelión hasta los cerca de 47 000 a finales de septiembre (de dieciocho a cuarenta y tres batallones). La mayoría de los nuevos reclutas habían recibido escaso adiestramiento, lo que se reflejó en los combates. La cantidad y calidad de los oficiales eran asimismo escasas y a menudo oficiales de insuficiente graduación tenían que dirigir unidades que carecían de mandos de la graduación habitual en el ejército regular. La artillería era relativamente abundante pero, en general, estaba obsoleta. El material antitanque era especialmente escaso —junto con las radios de campaña— y los eslovacos tuvieron que confiar en la dificultad del terreno para frenar a las unidades blindadas alemanas. Los rebeldes contaban además con alrededor de sesenta aviones de diversos tipos que habían huido de las zonas ocupadas por los alemanes en el norte y el oeste del país. La mayoría de los aparatos (y los cinco que devolvieron los soviéticos de los que habían huido los primeros días del alzamiento), tuvieron que enfrentarse a la Luftwaffe en inferioridad durante las tres primeras semanas de la rebelión. Al comienzo, los alemanes tuvieron que utilizar unidades en adiestramiento para enfrentarse a los rebeldes y carecían de cazas, lo que permitió a los eslovacos derribar algunos aparatos enemigos, a pesar de no poder evitar las incursiones aéreas alemanas por la escasez de armamento antiaéreo. Por su parte, los partisanos eslovacos eran ya 6770 el 7 de septiembre, con veteranos del frente oriental en la dirección de las unidades, aunque en general los nuevos guerrilleros eran muy jóvenes y carecían de experiencia y disciplina, lo que limitó su efectividad en los combates. El CNE obligó a Golian a entregar armamento del ejército regular a las unidades partisanas.
A mediados de septiembre, los rebeldes —unos 60 000 hombres reconocidos por los Aliados como fuerzas combatientes, de ellas unos 48 000 soldados regulares y 12 000 partisanos— controlaban grandes zonas de la Eslovaquia central y oriental, incluyendo dos aeropuertos. La Fuerza Aérea Soviética comenzó a enviar abastecimiento por aire y a evacuar a los heridos a los territorios bajo su control. Las fuerzas de Golian, ascendido a general de brigada, recibieron el nombre de 1.er Ejército Checoslovaco, y se integraron formalmente en el Ejército checoslovaco. Golian permaneció al mando hasta la llegada el 7 de octubre del general Rudolf Viest desde Londres, momento en el que se convirtió en lugarteniente de este. Viest no había sido capaz de arrebatar el mando del I Cuerpo de Ejército checoslovaco a los soviéticos y llegó a relevar a Golian cuando ya la supervivencia del levantamiento se consideraba difícil. El objetivo de Viest era tomar el control de todas las unidades, regulares y guerrilleras y someterlas a un mando dependiente del Gobierno en exilio.
Durante la segunda semana del mes, el frente se hallaba relativamente estabilizado y las operaciones alemanas, tan efectivas los primeros días del alzamiento, no lograban realizar ya rápidos avances frente a la reforzada resistencia eslovaca. Aunque habían logrado eliminar a las mejores unidades rebeldes y reducir algo la extensión de la insurrección, no habían sido capaces de aplastarla por completo en pocos días, como confiaban haber hecho dada la escasa resistencia eslovaca de los primeros días del alzamiento. En la siguiente fase de la lucha, los combates se centraron en controlar los valles hacia la montañosa zona central del país.

Mapa con la situación durante los primeros días del alzamiento y con la dirección de la contraofensiva alemana de septiembre y octubre.

### Problemas de la rebelión

#### Falta de apoyo Aliado
Benes se reunió con Stalin y Molotov en Moscú en diciembre de 1943 para asegurar el apoyo soviético para el levantamiento. Los Aliados occidentales rechazaron las peticiones checoslovacas de apoyo, tanto por considerar las operaciones en Eslovaquia secundarias como por el apoyo soviético del que ya gozaba el levantamiento. Mientras que los soviéticos aprobaban el levantamiento desde un punto de vista militar, desconfiaban de sus consecuencias políticas por el carácter mixto de su dirección, que no se hallaba completamente en manos de los comunistas checoslovacos, sino que incluía políticos considerados hostiles. Por su parte, los Aliados occidentales respaldaban políticamente el alzamiento, pero no estaban dispuestos a enviar ayuda militar a la zona.
El 31 de agosto, Jan Masaryk, ministro de Exteriores checoslovaco, solicitó personalmente ayuda a los Aliados en Londres. Deseaba que los Aliados bombardeasen ciertos objetivos en Alemania y Eslovaquia y que se reconociese a las fuerzas rebeldes como fuerzas regulares combatientes para que se les aplicase la Convención de Ginebra. El 7 de septiembre, los estadounidenses aceptaron la segunda solicitud, acción que secundaron los británicos poco después. En el aspecto militar, británicos y estadounidenses se mostraron, sin embargo, reacios a contribuir con fuerzas. Realizaron algunos vuelos, tanto de bombardeo como para evacuar a pilotos derribados o aportar algunas armas y medicinas que habían logrado alcanzar las posiciones de los rebeldes eslovacos pero, el 22 de septiembre, el mando estadounidense decidió no emplear sus fuerzas en el apoyo de la insurrección y dejar el auxilio a esta a los soviéticos. Rechazaron además participar en la petición británica a Moscú de ayudar a los rebeldes.
El Gobierno soviético no respondió a la solicitud británica, pero sí brindó un apoyo limitado a los insurgentes. Sus fuerzas se hallaban a unos 105 km del territorio rebelde cuando estalló el levantamiento. El 22 de septiembre, Moscú emitió un comunicado reconociendo también el carácter de fuerzas combatientes de los rebeldes. Los soviéticos comenzaron a enviar material militar especialmente necesario a los eslovacos (principalmente ametralladoras y material antitanque) ya el 5 de septiembre (tres días después de la petición formal checoslovaca), pero lo entregaron principalmente a las unidades partisanas, no a las regulares. Aceleraron además el transporte de unidades partisanas a Eslovaquia. Asimismo, los soviéticos enviaron al 1.er Escuadrón Aéreo checoslovaco —con veintiún cazas— a la zona, aunque se negaron a devolver los treinta y ocho aparatos que habían huido a territorio soviético al comienzo de la rebelión. Solo cinco de ellos regresaron como parte de un escuadrón combinado. Parte del personal evacuado con los aviones eslovacos, sin embargo, recibió formación acelerada en nuevos aparatos soviéticos. Los aparatos enviados por los soviéticos realizaron varios cientos de operaciones y revirtieron la situación anterior en los cielos eslovacos: desde el 21 de septiembre, los insurrectos disfrutaron de superioridad aérea frente a los alemanes. También enviaron la 2.ª Brigada Paracaidista checoslovaca, una unidad de 2800 soldados bien entrenados y pertrechados que, sin embargo, fue llegando al territorio rebelde muy lentamente a partir de 15 de septiembre —dos semanas después de la petición formal checoslovaca de ayuda, se transportó en seis semanas— y no pudo combatir como un grupo compacto. Entregaron asimismo cierta cantidad de armamento ligero y 150 cañones antitanque que, desgraciadamente para los insurrectos, se mostró ineficaz contra las unidades blindadas alemanas de tamaño medio y grande.

#### Desavenencias en la rebelión

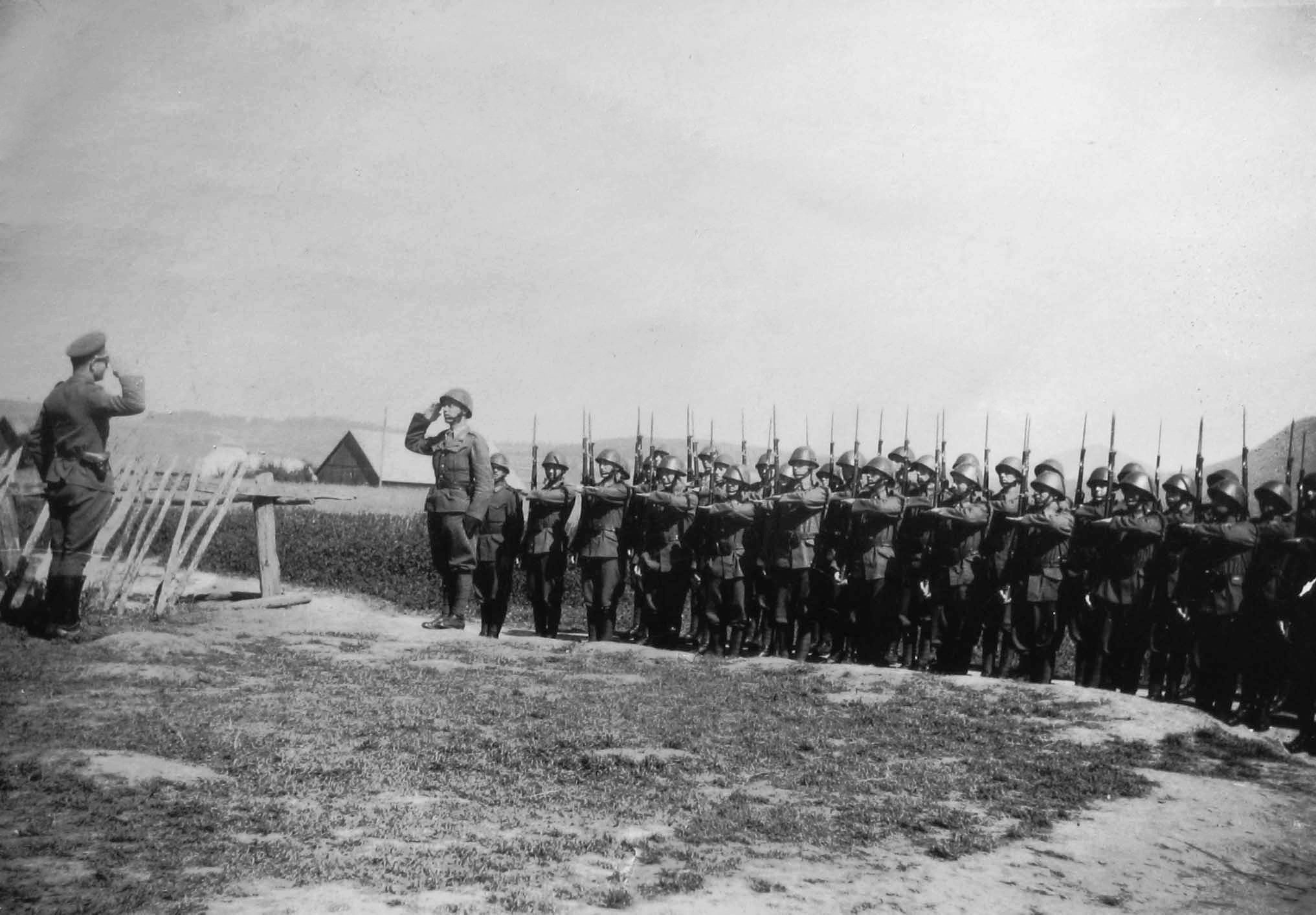
Fuerzas eslovacas amotinadas toman parte en el alzamiento

Pronto surgieron las desavenencias entre demócratas —que gozaban de mayor apoyo popular— y comunistas en el CNE. Mientras los primeros trataban de concentrarse en el combate contra los alemanes, los segundos deseaban avanzar en su objetivo de hacerse con el poder, mediante el logro de una mayoría tanto en los organismos administrativos como en el apoyo popular. Los comunistas propusieron en vano reformar el Ejército tomando como modelo el soviético e implantar un sistema de comisarios políticos; los demócratas y los mandos del Ejército lo rechazaron.
Con un cerco cada vez más estrecho, las acciones de los partisanos cobraron importancia; su control se hallaba en disputa: el mando militar eslovaco esperaba que las unidades partisanas se le sometiesen y hostigasen la retaguardia enemiga pero, en realidad, la mayoría seguía actuando a las órdenes del mando soviético en Kiev. Incapaces de controlar al Ejército regular, los comunistas trataron de convertir a las unidades partisanas en una fuerza armada rival bajo su control. Para resolver las desavenencias y lograr una mejor coordinación entre las unidades regulares y las partisanas, el CNE creó el 12 de septiembre un Consejo Militar que, sin embargo, se mostró incapaz de lograr estos objetivos, en especial por la doblez de los representantes comunistas. El 16 de septiembre, el comandante de las unidades partisanas obtuvo el mismo rango que Golian y sus fuerzas dejaron de depender del Ejército regular. Si bien el primer comandante fue un comunista eslovaco, más tarde a este le sucedió en el cargo un coronel soviético el 28 de septiembre.
Por su parte, el Gobierno checoslovaco rechazó la propuesta de su embajador en Moscú de solicitar a los soviéticos un general que tomase el mando de todas las fuerzas en Eslovaquia y trató en vano de subordinar el mando de las unidades checoslovacas formadas en la URSS a Viest, lo que produjo nuevas tensiones entre Moscú y el Gobierno de Edvard Beneš.

### Batalla en los Cárpatos

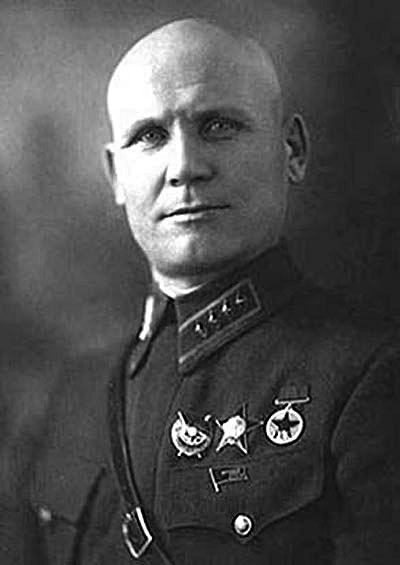
El mariscal soviético Iván Kónev, que dirigió las infructuosas operaciones de socorro al levantamiento eslovaco. A pesar de las numerosas bajas sufridas al intentar cruzar los Cárpatos, sus fuerzas no lograron alcanzar las posiciones eslovacas. Tras el aplastamiento de la rebelión, recibió críticas por su preferencia por armar a las unidades partisanas frente a las regulares y por otras actuaciones, consideradas por algunos autores un sabotaje al levantamiento.

El 1 de septiembre, en sus conversaciones con el mariscal Koniev, Talský seguía afirmando que un ataque soviético al frente carpático podría contar con el apoyo del Ejército Oriental eslovaco, para entonces ya desarmado por los alemanes. Basándose en la información del coronel eslovaco, Koniev solicitó permiso a Stalin para lanzar el ataque tras una semana preparativos, y obtuvo el permiso del alto mando soviético (4 de septiembre). La operación, que debía servir de apoyo a las actividades partisanas y al levantamiento de las unidades regulares eslovacas, tendría como eje ofensivo la línea Krosno-Dukla-Tilyava. Al ataque, que incluiría unidades del 1.º Frente Ucraniano y del 4.º Frente Ucraniano, se asignaría además el I Cuerpo de Ejército checoslovaco, como había solicitado Koniev. El plan confiaba en todo momento en la cooperación de las unidades regulares eslovacas, que debían facilitar el avance soviético mediante la toma de varios puertos de montaña.
El 8 de septiembre, el Primer Frente Ucraniano inició una ofensiva contra las unidades alemanas que defendían Krosno. El plan consistía en romper el frente en esta localidad, atravesar el puerto de Dukla y dirigirse hacia Poprad y Prešov en unos cinco días, pero dependía de la cooperación del Ejército Oriental eslovaco, que para entonces los alemanes habían desarmado. El Primer Frente estaba en aquellos momentos escaso de hombres y material y tuvo que improvisar el plan de ataque en menos de una semana, que consistió principalmente en un ataque frontal a las fuertes defensas de los Cárpatos —al comienzo más fuertes por lo escarpado del terreno y la veteranía y habilidad del mando alemán que por el número de tropas presentes— por parte del 38.º Ejército, apoyado más al sur por el 1.er Ejército de Guardias. El disponer de las líneas férreas polacas y húngaras para reforzar el frente hizo que el control de parte de la principal línea férrea eslovaca por los insurrectos no impidiese a los alemanes el abastecimiento y fortalecimiento de este sector, en el que a mediados de mes se había doblado el número de tropas. Aun así, el 11 de septiembre, los soviéticos habían logrado capturar Krosno y romper la segunda línea defensiva alemana, por la que penetró un cuerpo de caballería del 1.er Ejército de Guardias al día siguiente. Para entonces, ya no se contaba con el apoyo del Ejército eslovaco, la resistencia alemana era cada vez mayor, los soviéticos aún debían cruzar el principal puerto de montaña y el plan original estaba a punto de fracasar. Los alemanes lograron, sin embargo, detener este avance al enviar el 14 a la 357.ª División de Infantería, que les permitió recomponer el frente y aislar a las unidades soviéticas de vanguardia que habían atravesado las montañas. Tras duros combates y notables pérdidas, el cuerpo de caballería logró cruzar el frente de vuelta a sus propias líneas el 19. Para entonces la ofensiva soviética estaba prácticamente detenida y sus escasos progresos no servían para socorrer a los insurrectos. A pesar de que los soviéticos consiguieron cruzar nuevamente a territorio eslovaco el 21 de septiembre y tomar el puerto de Dukla el 6 de octubre, los alemanes lograron contener el avance hasta el 28 de octubre, cuando se canceló finalmente, un día después del hundimiento de la rebelión. Soviéticos y checoslovacos habían tratado en vano de atravesar los puertos de los Cárpatos y la batalla del puerto de Dukla les costó 85 000 bajas y acabó con la victoria alemana. Las fuerzas soviéticas no consiguieron penetrar notablemente en territorio checoslovaco hasta seis meses después. El fracaso de la ofensiva dejó a los insurrectos solos frente a las unidades alemanas enviadas para aplastar la rebelión, aunque el embate atrajo a unos 12 000 alemanes, que no pudieron así participar en las operaciones contra los rebeldes.
A pesar de que autores críticos con la actuación soviética durante la insurrección acusaron más tarde al Gobierno de Moscú de pasividad para permitir a los alemanes acabar con el levantamiento —acusación también realizada acerca del contemporáneo Alzamiento de Varsovia—, las fuerzas soviéticas realizaron verdaderos esfuerzos en condiciones adversas (falta de apoyo militar eslovaco, terreno desfavorable e improvisación en el ataque) para romper el frente que les causaron decenas de miles de pérdidas (alrededor de diez veces el número de bajas eslovacas durante el levantamiento). Por su parte, el I Cuerpo de Ejército checoslovaco que participó junto a las unidades soviéticas en la ofensiva, perdió 5699 hombres de los 14 900 que lo formaban, una proporción de bajas notablemente mayor que las del Ejército eslovaco insurrecto.

### Contraofensiva alemana y resistencia eslovaca

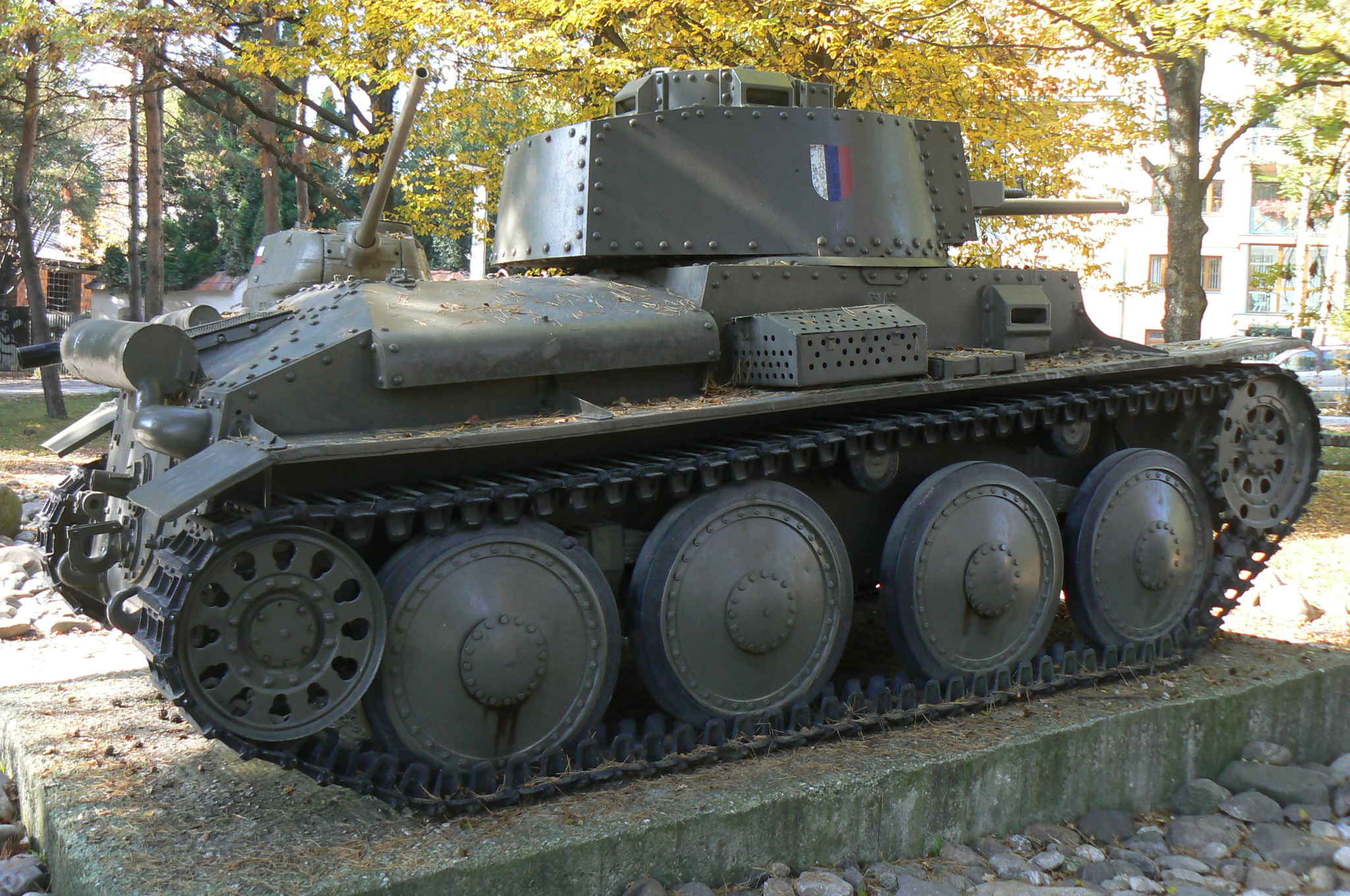
Tanque ligero LT vz. 38, uno de los modelos de los que disponían los insurrectos eslovacos para enfrentarse a las fuerzas alemanas.

La operación quedó bajo la supervisión personal de Heinrich Himmler, que contó con unos 40 000 hombres, entre ellos unidades veteranas de las SS, para aplastar el levantamiento. Los alemanes crearon el nuevo «Mando Alemán en Eslovaquia» el 31 de agosto, que presidió el SS-Obergruppenführer Berger del cercano centro de adiestramiento de Waffen-SS en Bohemia y Moravia por insistencia de Himmler. Berger, buen organizador, carecía, sin embargo, de experiencia en operaciones de campaña, y subestimó la resistencia de los insurrectos.
Los primeros días al mando de la operación contaba con unos 12 000 hombres, divididos en cinco unidades: el kampfgruppe Wildner (900 soldados), el kampfgruppe Schill (2400), el kampfgruppe Volkmann (1000), el kampfgruppe Schäfer (2400) y la División Panzer Tatra (5000).
En el oeste, una unidad SS cruzó la frontera desde Moravia y tomó Trenčín. Mientras, la frontera sur eslovaca seguía en calma por la decisión húngara de no intervenir en la lucha. Unas de las primeras operaciones fueron las que permitieron a los alemanas retomar el control de dos importantes vías férreas: Žilina-Bratislava y Žilina-Košice. Lograron capturar la primera tras seis semanas y la segunda tras cinco de duros combates. Solo la captura de Žilina, importante nudo ferroviario, llevó dos semanas. La toma del control de la primera línea se llevó a cabo mediante un movimiento de pinza desde el norte y desde el sur; en el último momento, el grueso de las unidades checoslovacas se retiró hacia las faldas de los Tatra para evitar el cerco alemán y solo se dejó atrás a algunas unidades de partisanos.
En el avance hacia Strecno, la División Panzer Tatra tuvo que vencer una enconada resistencia eslovaca que, a pesar de las deficiencias en armamento y las numerosas bajas, logró detener el avance alemán entre el 31 de agosto y el 4 de septiembre, cuando los alemanes lograron expulsar a los defensores eslovacos de sus posiciones en la montaña gracias a movimientos por los flancos. Los eslovacos, que perdieron importante material en el choque, tuvieron que retirarse a las afueras de Martin. La resistencia eslovaca en este sector, empero, detuvo el avance alemán en Vrútky; la División Panzer Tatra permaneció inmóvil durante las dos semanas siguientes. Por su parte, los sucesivos ataques eslovacos del 5, 7 y 9 de septiembre, algunos realizados por las fuerzas regulares y otros por las partisanas, tampoco lograron expulsar a los alemanes de sus posiciones. Este sector se estabilizó hasta el 21 de septiembre, pero solo gracias al precio de concentrar la mayor parte de las fuerzas blindadas eslovacas en él.
En su sector oriental, el kampfgruppe Schäfer apenas encontró resistencia y tomó Liptovský Mikuláš el 5 de septiembre y Ružomberok el 6. Los intentos eslovacos de retomar esta última localidad fracasaron, pero detuvieron el avance del kampfgruppe. Este quedó paralizado por el contraataque eslovaco durante siete semanas y los sucesivos intentos de tomar las posiciones enemigas a las afueras de Ružomberok fracasaron repetidamente. También en el este, las fuerzas eslovacas lograron retomar Telgárt el 5 de septiembre en la primera operación de contraataque victoriosa de los rebeldes, lo que aumentó el ánimo de las fuerzas insurrectas.
En el suroeste, las fuerzas rebeldes defendían el amplio valle del Nitra con fuerzas exiguas y mal armadas. El 9 de septiembre y tras ciertas operaciones preliminares, el kampfgruppe Schill asaltó las principales líneas eslovacas y tomó Simonovany y Oslany al día siguiente, con pocas bajas. La llegada del kampfgruppe Wildner al cercano valle del Hron impidió a los eslovacos enviar refuerzos al valle del Nitra para tratar de desbaratar el avance alemán en ese sector. El kampfgruppe Wildner, formado por restos de unidades destruidas en el frente oriental, se limitó a bloquear el valle del Hron durante tres semanas y no asaltó las posiciones enemigas.
La defensa eslovaca abandonó la organización en dos áreas defensivas y se distribuyó en seis grupos tácticos, que permitían mayor flexibilidad en el uso de las fuerzas disponibles.
La ofensiva soviética en las montañas llevó a los alemanas a tratar de retomar las vías férreas que conducían al frente. El kampfgruppe Volkmann logró atravesar las defensas partisanas en el norte y alcanzar Dolný Kubin. El kampfgruppe Schäfer lanzó otro ataque sorpresa hacia el oeste y, tras forzar la retirada del 6.º Grupo Táctico eslovaco que lo defendía, tomó Kraľovany el 14 de septiembre, aunque el 5.º Grupo Táctico eslovaco detuvo su avance en Šútovo. En el suroeste, el kampfgruppe Schill logró hacer retroceder al 4.º Grupo Táctico eslovaco y tomar Nováky el 13 de septiembre y Prievidza al día siguiente.
El 20 de septiembre, los alemanas lanzaron una nueva ofensiva en el sector occidental contra las posiciones defendidas por el 5.º Grupo Táctico eslovaco. Con superioridad numérica a pesar de la ventaja que el terreno otorgaba a los defensores, los alemanes lograron debilitar el sector y amenazar Martin. El 5.º Grupo Táctico carecía de reservas para lanzar un contraataque y sus unidades blindadas eran cada vez más escasas. La noche del 21 de septiembre, el avance de la División Panzer Tatra desde el norte y del kampfgruppe Schill desde el sur amenazaba con dejar rodeado al 5.º Grupo Táctico y Golian decidió retirarlo y abandonar la defensa de Martin. Como la decisión fue tardía, solo los elementos motorizados lograron escapar de la pinza alemana; el grueso del Grupo tuvo que abandonar el armamento pesado y tratar de zafarse del cerco por las montañas, cubierta su retirada por una brigada partisana que sufrió grandes pérdidas. El 1.er Grupo Táctico sustituyó al 5.º Grupo Táctico, que se disolvió poco después, en la defensa del sector; bloqueó el avance del kampfgruppe Schill, pero no pudo impedir que la División Panzer Tatra se uniese al kampfgruppe Schäfer y tomase finalmente el control de la principal línea férrea entre el este y el oeste del país, a pesar de que los eslovacos aún pudiesen bombardearla desde las montañas. Las pérdidas de esta ofensiva llevaron a CNE a llamar a filas a un nuevo grupo de reservistas y a tomar el control de la operaciones militares.
En el este, la ofensiva soviética obligó a los alemanes a debilitar el cerco al territorio rebelde. Aunque los alemanes lograron convencer al mando eslovaco de que se enfrentaba a grandes fuerzas en este sector, cuando este finalmente conoció la retirada de la mayoría de las fuerzas alemanas lanzó una ofensiva el 20 de septiembre que llevó al 2.º Grupo Táctico eslovaco a 10 kilómetros de Poprad tras un avance de más de 38 km; el frente se volvió a estabilizar el 24. Esta ofensiva, a pesar de arrebatar terreno a los alemanes, no consiguió aliviar la presión alemana sobre el 5.º Grupo Táctico, uno de sus principales objetivos.
En el sur, el kampfgruppe Schill logró rechazar al 4.º Grupo Táctico eslovaco gracias en parte a la colaboración de la minoría alemana local. Un contraataque eslovaco a cargo de unidades partisanas y regulares no consiguió recuperar las posiciones perdidas, pero sí detener el avance de las unidades alemanas en las cercanías de Žiar nad Hronom el 26 de septiembre. Otro batallón del kampfgruppe logró infiltrarse en la retaguardia del 3.er Grupo Táctico y forzarlo a retirarse de las defensas en Nová Bana, en el valle del Hron. El 30 de septiembre, los eslovacos lograron desbaratar temporalmente al kampfgruppe Schill y rechazar su ataque a Banská Štiavnica, pero poco después el CNE decidió abandonar la localidad ante la falta de reservas para defenderla.
A pesar de que a comienzos de octubre los eslovacos seguían contando con la ventaja numérica y terrenal, los alemanes seguían estrechando el cerco al territorio que controlaban por la falta de defensas adecuadas y de reconocimiento de los insurrectos.
Mientras que los eslovacos lograban bloquear cualquier avance del kampfgruppe Schäfer, el 2 de octubre el kampfgruppe Schill logró tomar finalmente Žiar nad Hronom, gracias en parte al importante apoyo de la aviación. Los siguientes intentos de tomar Zvolen, empero, fracasaron por la llegada de refuerzos eslovacos. La pérdida de Žiar cercenó las comunicaciones férreas y por carretera del 4.º Grupo Táctico eslovaco, que tuvo que abastecerse a partir de entonces a través de la montaña. El 4 de octubre, la División Tatra retomó los ataques contra el 4.º Grupo Táctico eslovaco y rechazó su contraataque. En su avance, capturó diverso material artillero del Grupo y su cuartel general en Kremnica, obligándolo a retirarse al este.
Ante el consejo de los oficiales soviéticos, el mando de Koniev decidió enviar al grueso de la 2.ª Brigada paracaidista checoslovaca a tratar de expulsar al kampfgruppe Schill del valle del Hron en cuanto las condiciones atmosféricas lo permitieron, entre el 6 y el 17 de octubre; en los vuelos de regreso se evacuó a 784 heridos eslovacos. Aunque se decidió también reforzar la fuerza aérea con el envío de nuevos cazas y bombarderos, el mal tiempo y el empeoramiento de la situación militar en tierra lo impidieron.
La llegada de los paracaidistas sirvió para estabilizar temporalmente la grave situación en los alrededores de Zvolen. Ante la seriedad de la situación, no se esperó a la llegada de toda la brigada, sino que se enviaron las unidades disponibles a rechazar al kampfgruppe Schill. Mientras que uno de sus batallones tuvo que retroceder ante el embate eslovaco, el otro logró amenazar el flanco de las fuerzas eslovacas e infligir importantes pérdidas a estas durante un contraataque mal ejecutado. Estas operaciones condujeron nuevamente a una parálisis del frente ya que ambos bandos habían agotado sus fuerzas. La situación, sin embargo, era favorable a los alemanes: los eslovacos habían agotado sus unidades de reserva y la necesidad de sostener el lado occidental del perímetro asediado impidió al 2.º Grupo Táctico eslovaco lanzar una nueva ofensiva hacia el frente oriental.
El 22 de septiembre, el mando alemán relevó a Berger y entregó la dirección de las operaciones al general Höffle, insatisfecho por la lentitud de la supresión del alzamiento y el temor de que se extendiese al vecino Protectorado de Bohemia y Moravia. Los alemanes enviaron un gran número de tropas al país para aplastar el alzamiento, además de movilizar a la minoría alemana. Para retomar el control del país, considerado importante en el frente contra los soviéticos, se destinaron siete divisiones, tres de ellas divisiones SS blindadas: la 2.ª División SS Das Reich, la 7.ª División de Montaña SS Prinz Eugen y la División Großdeutschland. La situación de los rebeldes empeoró con rapidez.

### Últimas operaciones
El 5 de octubre, Höffle se reunió con Himmler en Viena y logró que se le otorgasen importantes refuerzos de unidades SS. El avance soviético-checoslovaco en los Cárpatos y los planes húngaros de rendición hacían necesaria la rápida eliminación de la rebelión eslovaca. Desde el sur avanzaría la 18.ª División de Granaderos SS Horst Wessel, desde el noroeste, la SS-Sturmbrigade Dirlewanger y la 14.ª División de Granaderos SS lo haría desde Žilina. Las unidades, numerosas, no eran de gran calidad. La 18.ª División había sufrido grandes pérdidas en el frente oriental y se estaba reformando cuando se la envió al frente eslovaco y no contaba con todos sus efectivos ni con el armamento reglamentario. La 14.ª División, también duramente castigada por los soviéticos, estaba formada por ucranianos con escaso deseo de enfrentarse a los eslovacos. La Brigada Dirlewanger, formada por criminales, acababa de llegar del brutal aplastamiento del Alzamiento de Varsovia y no mostraba gran entusiasmo por participar en la nueva campaña contra los eslovacos. En general, las unidades con mejor moral eran las veteranas en el aplastamiento de la rebelión eslovaca. Los alemanes contaban además con otras unidades menores en la zona; en total, sus fuerzas alcanzaban alrededor de 48 000 hombres. La calidad de la mayoría, no obstante, era baja. A estas fuerzas se unieron algunas unidades leales a Tiso, no como unidades de combate, sino para misiones de seguridad en la retaguardia.
El 9 de octubre, los eslovacos llamaron a filas a una última quinta, pero esto apenas aportó 2000 hombres y no se contaba ya con armamento que entregarles ni tiempo para adiestrarlos. A mediados de mes, alrededor de la mitad de los 36 000 rebeldes que quedaban carecían de armas de fuego y por primera vez desde el comienzo de la campaña los alemanes contaban con superioridad numérica. Los eslovacos habían perdido para entonces el 72 % de sus tanques y el 80 % de su artillería antitanque. Los partisanos contaban con unos 8090 hombres, pero solo unos 3000 se hallaban en el territorio bajo control de los insurrectos. Para entonces la moral general de las tropas era baja. A pesar de que tanto soviéticos como estadounidenses siguieron enviando material hasta la tercera semana de octubre, las misiones militares estadounidense y británica observaron que se utilizaba cada vez menos, síntoma del debilitamiento de la rebelión.
La operación Panzerfaust, que puso fin a la regencia del almirante Miklós Horthy en Hungría e implantó un nuevo Gobierno de la Cruz Flechada en Budapest, facilitó también las operaciones alemanas en Eslovaquia, ya que permitió atacar las posiciones rebeldes desde el sur. Las esperanzas de que la revuelta en Hungría reforzase a la insurrección resultaron efímeras ante la rápida actuación de los alemanes. Los acontecimientos en Hungría pusieron fin a la tranquilidad del sector meridional de la zona rebelde. Los alemanes desencadenaron una contraofensiva el 18 de octubre. Importantes columnas blindadas y motorizadas, con apoyo aéreo, comenzaron un ataque desde el suroeste hacia Banská Bystrica, que se hallaba a unos 30 km del frente. Los eslovacos detuvieron el avance en Biely Potok, pero no lograron hacer lo mismo con el kampfgruppe Schill, que avanzó desde Banská Štiavnica por la montaña, derrotó a las débiles unidades partisanas que defendían el sector y tomó Krupina el 18. El 3.er Grupo Táctico empleó sus últimas reservas en detener al kampfgruppe Schill al día siguiente, pero sus contraataques fracasaron el 21 y 22 de octubre. En el este, las unidades alemanas hicieron retroceder al 2.º Grupo Táctico. La derrota principal para los eslovacos la infligió la 18.ª División, que logró romper el frente, defendido por débiles fuerzas, repeler los contraataques eslovacos y tomar Cervená Skala, embolsando a las unidades que defendían Telgárt. Esta tuvo que evacuarse y las fuerzas que la defendían tuvieron que tratar de huir por la montaña y abandonar el armamento pesado. La pérdida de la localidad, lugar de la principal victoria militar rebelde, supuso un duro golpe al ánimo de los insurgentes. Otras unidades de la 18.ª División tomaron otras localidades, nuevamente tras encontrar solo débiles defensas en el sector sur del frente. Uno de los principales problemas de los eslovacos era la falta de reservas; esto hacía que, aunque lograsen sostener algunas partes del frente, no contasen con fuerzas para defender otras. Viest trató de recortar el frente para obtener tropas de reserva, pero el avance alemán en los días siguientes le impidió realizar una reorganización ordenada de sus fuerzas El 24, unidades de la 18.ª División se encontraban a 18 km de Banská Bystrica, tras desbaratar las posiciones defensivas del 2.º Grupo Táctico. El 3.er Grupo Táctico también se hallaba en disolución y en retirada, castigado por los continuos ataques alemanes. Las unidades eslovacas no conseguían ya detener el avance alemán, solo retrasarlo. El último intento de utilizar las unidades partisanas para hostigar la retaguardia alemana fracasó y los aviones eslovacos tuvieron que huir a territorio soviético el 25 de octubre. El 26 de septiembre, el kampfgruppe Schill tomó Zvolen y exigió la rendición eslovaca, que no obtuvo. La lucha fue encarnizada pero, tras tres semanas de combates, los alemanes habían conseguido romper las líneas eslovacas.
Los insurgentes tuvieron que evacuar Banská Bystrica el 27 de octubre, capturada la misma mañana por las fuerzas alemanas. Los rebeldes, entre los que se contaban agentes de la OSS y las SOE, comenzaron una guerra de guerrillas en las montañas contra las fuerzas alemanas. El 28 de octubre, Viest envió un mensaje a Londres en el que afirmaba su resolución de continuar la resistencia, pero no ya con unidades regulares, sino con bandas guerrilleras. A finales de mes, los alemanes habían recuperado el control de todas las principales vías de comunicación eslovacas, pero los soviéticos habían logrado finalmente cruzar los Cárpatos, tomar Rutenia y alcanzar las fronteras eslovacas.

## Consecuencias

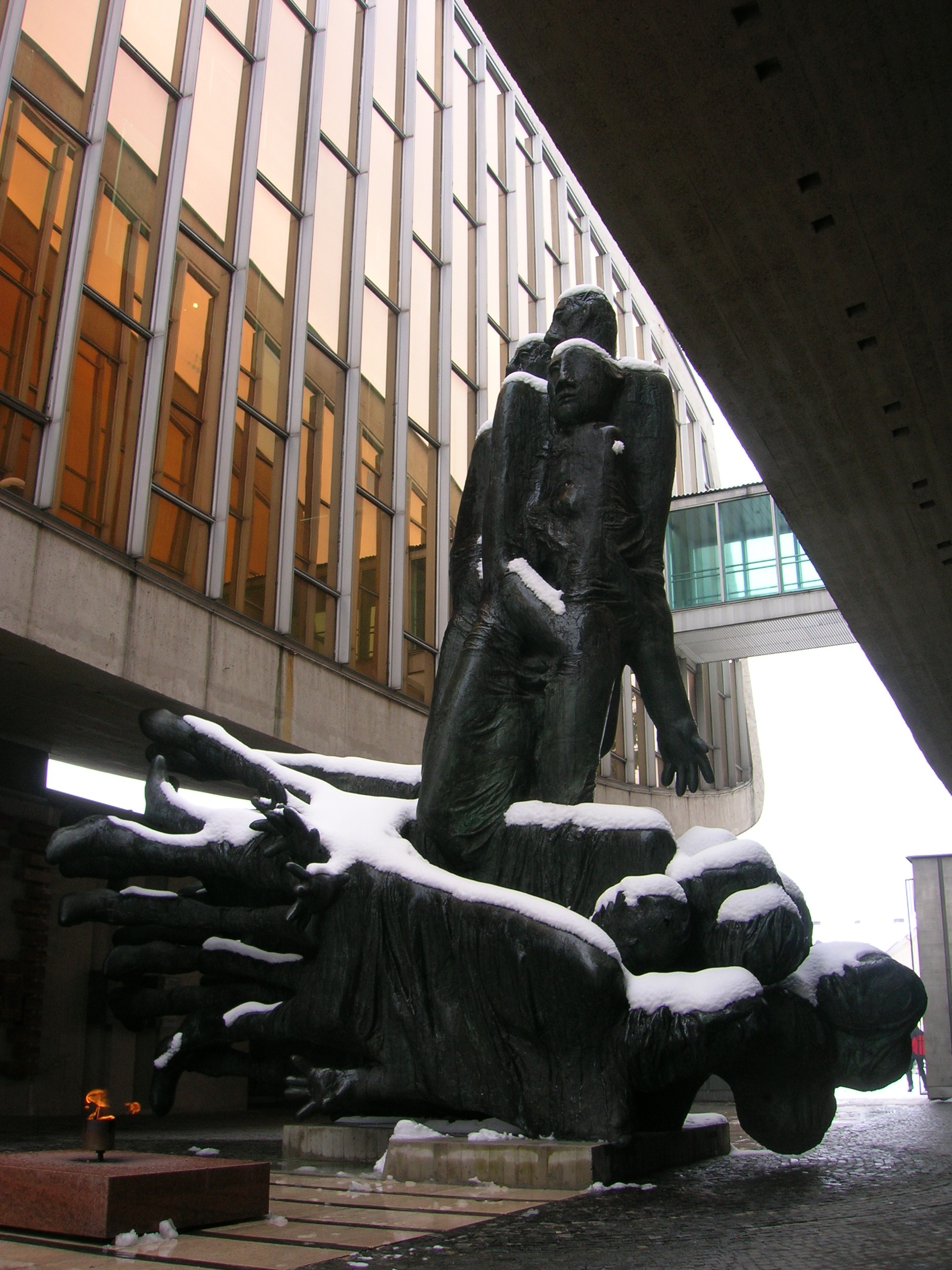
Monumento al Alzamiento en Banská Bystrica, centro de la rebelión de 1944.

Los partisanos, junto con los restos de las fuerzas regulares, continuaron su lucha en las montañas. Las acciones de hostigamiento a los alemanes continuaron hasta la llegada de las fuerzas soviéticas. Para Alemania, el levantamiento, aunque fracasado, produjo desagradables consecuencias: el país dejó de ser una ruta segura para los movimientos de sus tropas y un bastión en su retaguardia; perdió además el respaldo de las fuerzas militares eslovacas en un momento de gran escasez de hombres en los distintos frentes. Las principales unidades empleadas en sofocar la rebelión habían sido de retaguardia o se habían hallado en reconstrucción lo que hizo que el levantamiento apenas debilitase el frente. Una vez aplastada, los alemanes tuvieron que emplear algunas de sus propias unidades en ocupar el territorio y enfrentarse a los guerrilleros, ya que no podían contar ya con el Ejército eslovaco.
Los alemanes habían logrado aplastar la rebelión gracias a la mejor dirección de sus tropas —a menudo de mala calidad y menores en número que las del enemigo—, al mejor armamento pesado y comunicaciones y al éxito de las primeras operaciones, que aislaron a los rebeldes de las fuerzas soviéticas.
Lo precipitado del alzamiento y la falta de coordinación con el mando soviético hizo que las fuerzas de la URSS no se hallasen preparadas para brindar una ayuda inmediata. La ofensiva en ayuda de los rebeldes, que resultó un fracaso, le costó a los soviéticos numerosas bajas, más que las sufridas por los propios rebeldes durante los meses de alzamiento y no logró mejorar la situación de estos.
La minoría alemana, que había contado con una situación privilegiada desde la independencia del país gracias al apoyo del Reich, sufrió grandes atrocidades durante el alzamiento. La evacuación de la minoría alemana, planeada ya antes del levantamiento ante el continuo avance soviético, se aceleró a causa de aquel. La población rural eslovaca y, en especial, la comunidad judía, fue víctima de la represión de los einsatzgruppen enviados a la zona tras el fin de los combates. Los alemanes retomaron las deportaciones de judíos y entre 12 000 y 13 000 fueron enviados a los campos de concentración, que Tiso no evitó a pesar de las protestas del Vaticano. A pesar de las advertencias Aliadas a las autoridades alemanas sobre la condición de combatientes de los insurgentes, estas desencadenaron una campaña de represalias brutales tanto contra los rebeldes capturados como contra la población civil. Estas operaciones de represalia causaron miles de muertos y produjeron la deportación a campos de concentración de unas 30 000 personas. Entre el comienzo del alzamiento y la llegada de las fuerzas soviéticas, se calcula que perdieron la vida unos 7500 soldados, 2500 partisanos y 3723 civiles, estos últimos asesinados y enterrados en fosas comunes. En el mismo periodo, 60 localidades fueron completamente incendiadas y otras 142 sufrieron una destrucción parcial.
El 3 de noviembre, los alemanes capturaron a Golian y Viest en Pohronský Bukovec y los ejecutaron. Los supervivientes de los grupos de SOE y OSS enviados a la región se unieron y enviaron un mensaje en el que solicitaban en vano socorro inmediato; gracias a la ayuda de los eslovacos, consiguieron esconderse en una aldea recóndita. Los alemanes acabaron por capturarlos el 25 de diciembre; algunos fueron ajusticiados inmediatamente mientras que otros se enviaron al campo de concentración de Mauthausen, donde fueron torturados y ejecutados. Höffle, responsable de la última fase del aplastamiento de la rebelión, fue extraditado a Checoslovaquia en 1948, condenado por crímenes de guerra y ahorcado en Bratislava. También lo fue Tiso, el 19 de abril de 1947, acusado entre otros cargos de complicidad en las deportaciones de hebreos eslovacos.
La victoria alemana solo aplazó la eventual caída del régimen pronazi. El Gobierno proalemán permaneció en el poder (ya puramente nominal) hasta la liberación en 1945, que comenzó con una nueva ofensiva del Ejército soviético en enero. En diciembre de 1944, las tropas de Rumania y la Unión Soviética expulsaron a las unidades alemanas de Eslovaquia meridional durante la Batalla de Budapest. El 19 de enero de 1945, el Ejército Rojo tomó Bardejov, Svidník, Prešov y Košice en el este de Eslovaquia. Entre el 3 y el 5 de marzo se había apoderado del noroeste de Eslovaquia. El 25 de marzo entraron en Banská Bystrica y el 4 de abril, en Bratislava.
El levantamiento permitió a los eslovacos contarse entre los vencedores de la guerra mundial y borrar la anterior alianza con Hitler. Durante el periodo de gobierno comunista, estos trataron de arrogarse el mérito del alzamiento y atribuyeron su fracaso a los «elementos burgueses» y sus aliados occidentales. Se celebró el levantamiento en películas, placas conmemorativas o construcciones. Por su parte, los emigrados anticomunistas acusaron erróneamente a los soviéticos de haber hecho fracasar la rebelión.